# Melozone crissalis
Melozone crissalis е вид птица от семейство Овесаркови (Emberizidae).

## Разпространение
Видът е разпространен в Мексико и САЩ.